# Andrew Allan
Andrew Allan (11 de agosto de 1907-15 de enero de 1974) fue un productor, director y escritor teatral y radiofónico canadiense, director de la sección dramática de CBC Radio entre 1943 y 1955.

## Biografía
Nacido en Arbroath, Escocia, siendo un hombre de radio, en los años 1950 intentó pasar a la televisión, aunque nunca llegó a alcanzar el éxito obtenido en la radio. Entre otras ocupaciones, fue el primer director artístico del Festival Shaw (1963–65), y fue un prolífico escritor freelance y comentarista de CBC Radio and Television hasta su muerte.
Fue supervisor del trabajo de destacados artistas de su época, entre ellos guionistas y actores como Lister Sinclair, Mavor Moore, W. O. Mitchell, Jane Mallett, John Drainie, Barry Morse, Christopher Plummer, James Doohan y otros muchos.
Fuera de su actividad artística, un momento importante de su vida ocurrió en septiembre de 1939 cuando, viajando en compañía de su prometida, la actriz Judith Evelyn, pudo sobrevivir al torpedeamiento del buque SS Athenia.
Andrew Allan falleció en Toronto, Ontario (Canadá), en el año 1974. Había estado casado con Dianne Foster y con Linda Trenholme Ballantyne.